# Inverclyde Goliaths
Gli Inverclyde Goliaths sono una squadra di football americano di Greenock, in Gran Bretagna .

## Dettaglio stagioni

### Tornei

#### Tornei nazionali

##### Campionato

###### BAFA NL
| Stagione | regular season | regular season | regular season | regular season | regular season | regular season | playoff | playoff | playoff | playoff | playoff | playoff                      | playoff    |
|          | Vin            | Par            | Per            | Tot            | PF             | PS             | Vin     | Per     | Tot     | PF      | PS      | risultato                    | avversaria |
| -------- | -------------- | -------------- | -------------- | -------------- | -------------- | -------------- | ------- | ------- | ------- | ------- | ------- | ---------------------------- | ---------- |
| 2021     | 2              | 0              | 4              | 6              | 126            | 208            | -       | -       | -       | -       | -       | Terzo posto girone Caledonia | -          |
| Totale   | 2              | 0              | 4              | 6              | 126            | 208            | -       | -       | -       | -       | -       |                              |            |

Fonti: Enciclopedia del Football - A cura di Massimo Mezzetti

###### BAFA NL Division One
| Stagione | regular season | regular season | regular season | regular season | regular season | regular season | playoff | playoff | playoff | playoff | playoff | playoff   | playoff    |
|          | Vin            | Par            | Per            | Tot            | PF             | PS             | Vin     | Per     | Tot     | PF      | PS      | risultato | avversaria |
| -------- | -------------- | -------------- | -------------- | -------------- | -------------- | -------------- | ------- | ------- | ------- | ------- | ------- | --------- | ---------- |
| 2022     | 1              | 0              | 9              | 10             | 126            | 410            | -       | -       | -       | -       | -       | -         | -          |
| Totale   | 1              | 0              | 9              | 10             | 126            | 410            | -       | -       | -       | -       | -       |           |            |

Fonti: Enciclopedia del Football - A cura di Massimo Mezzetti